# Модерата Фонте
Модерата Фонте, псевдонім Модеста ді Поццо ді Форзі, також відома як Модесто (або Модеста) Поццо (1555—1592) — венеційська письменниця і поетеса, протофеміністка. Окрім найвідоміших її діалогів «Giustizia delle donne» [Цінність жінок: де чітко розкривається їхнє благородство та їхня перевага перед чоловіками] та «Il merito delle donne» [Про заслуги жінок], опублікованих посмертно як «Цінність жінок» у 1600-му, писала романси та релігійні вірші.

## Життя та історія
Подробиці життя Модерати Фонте відомі з біографії, написаної її дядьком Джованні Нікколо Дольоні (1548—1629), що ввійшла до передмови до діалогів.

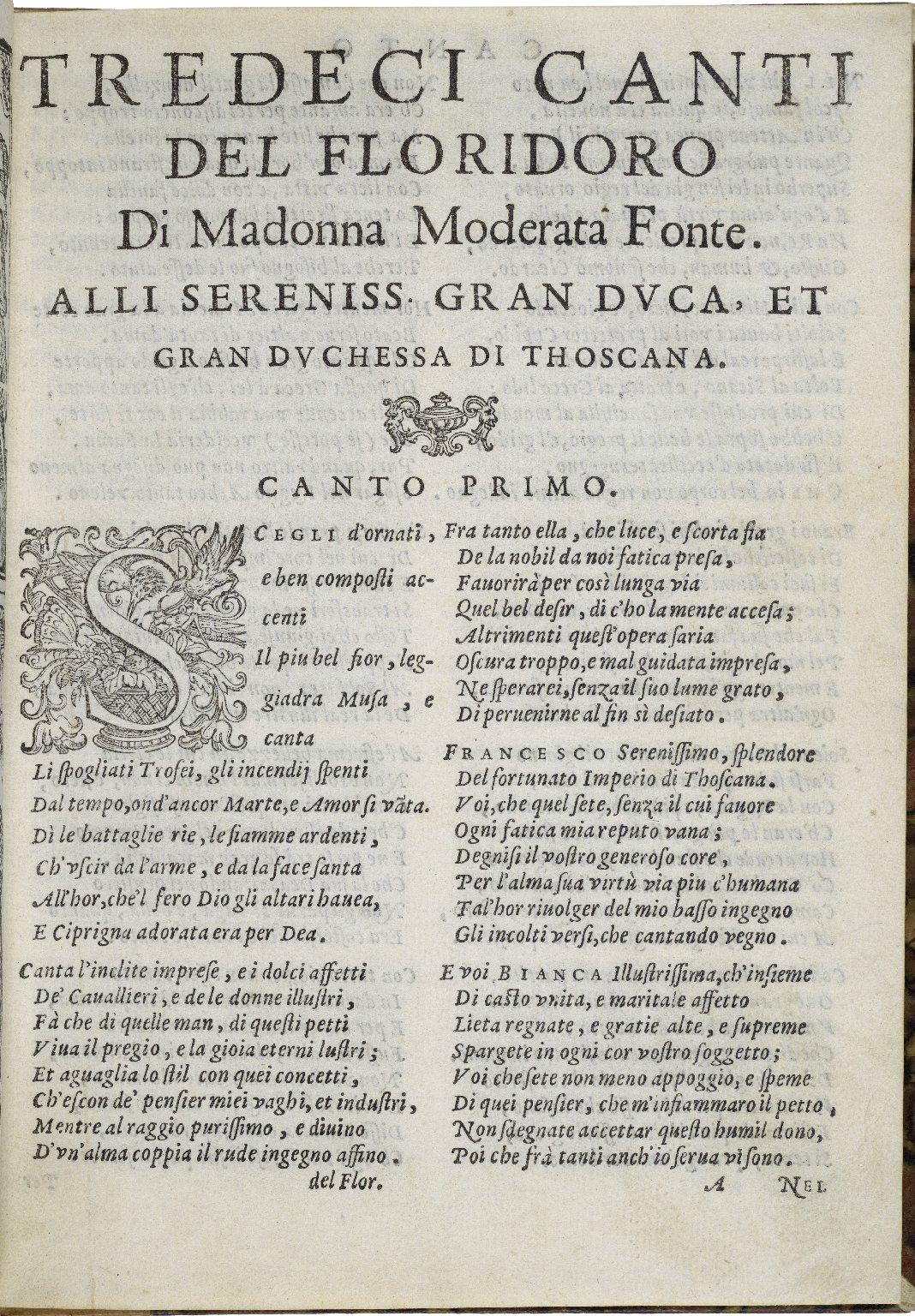
Перша сторінка у виданні поезій Фонте 1581 року.

Батьки Поццо, Джироламо да Поццо та Марієтта да Поццо (до шлюбу дал Моро), померли від чуми в 1556 році, коли їй був лише рік, і вона та її старший брат Леонардо були передані під опіку бабусі по материнській лінії. Кілька років вона провела в монастирі Санта-Марта, де завдяки надзвичайній пам'яті її часто вважали вундеркіндом. Модерата могла повторити довгі проповіді, які чула чи читала лише раз. У 9 років її повернули до сім'ї бабусі, де вона навчилася латині та композиції від свого діда, літераторка Просперо Сарацені, а також від свого брата Леонардо. Брат також навчив її читати і писати латиною, малювати, співати, грати на лютні та клавесині.
15 лютого 1582 року, у 27 років, Модерата Фонте одружилася з Філіппо де Зорзі. Їхній шлюб, здавалося, відображав рівність і взаємну повагу, про що свідчить те, що Фонте повернула свій посаг через півтора року після весілля. В офіційному документі від жовтня 1583 року говориться, що де Зорзі повертає посаг «завдяки своїй чистій доброті та великій любові та добрій волі, які він відчував і відчуває до неї». Так само Модерата Фонте описує чоловіка в одному з творів як людину «чесноти, доброти та чесності».
Ці дії були значущими в той період часу, оскільки жінки зазвичай не мали власності на власне ім'я. Крім того, заклик до жінок володіти власністю був давніми питанням в феміністській адвокації.

## Праці
Одним з перших відомих творів Фонте є музична п'єса, виконана перед Ніколо да Понте в 1581 році на святі Дня Святого Стефана. Le Feste [The Feasts] включає близько 350 куплетів із кількома співочими частинами. Також у 1581 році вона опублікувала епічна поема I tredici canti del Floridoro [Тринадцять пісень Флоридоро], присвячена Б'янці Каппелло та її новому чоловікові Франческо I Медічі, великому герцогу Тоскани. Ця поема, мабуть, другий лицарський твір, опублікований італійкою, після «Мескіно» Туллії д'Арагони, який з'явився у 1560 році.
Модерата Фонте написала дві довгі релігійні поеми, La Passione di Cristo [Страсті Христові] і La Resurrezione di Gesù Cristo nostro Signore che segue alla Santissima Passione in otava rima da Moderata Fonte [Воскресіння Ісуса Христа, нашого Господа, яке слідує за Святими Страстями в октавах Модерати Фонте]. У цих творах вона детально описує емоційні реакції Діви Марії та Марії Магдалини на смерть і воскресіння Христа, ілюструючи її глибоку віру в активну участь жінки в подіях Страстей і Воскресіння Христових.
Фонте, мабуть, найбільш відома за Il Merito delle donne [Про заслуги жінок], опублікованим посмертно в 1600 році, в якому вона критикує поводження чоловіків з жінками, прославляючи жіночі чесноти та інтелект і стверджуючи, що жінки перевершують чоловіків, але не заходить так далеко, щоб закликати до гендерної рівності.
На час смерті в пологах у 1592 році у 37 років Фонте мала чотирьох дітей, за словами її біографа і наставника Джованні Ніколо Дольоні: найстарший був у віці 10 років, другий у віці 8 років, третьому було 6 та новонароджений, який і спричинив її смерть. Її чоловік поставив на могилі Фонте мармурову епітафію, яка описує її як «femina docissima» [дуже освічена жінка].

### Giustizia delle donne («Цінність жінок: де чітко розкривається їхнє благородство та їхня перевага перед чоловіками»)

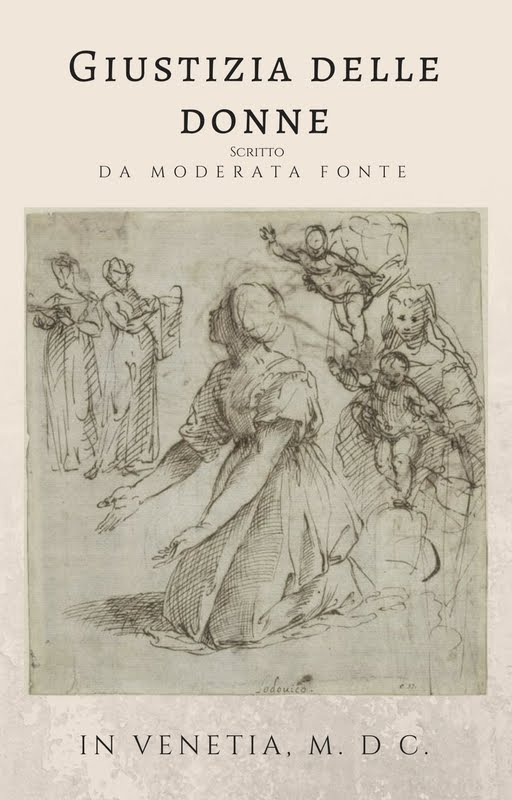
«Цінність жінок: де чітко розкривається їхнє благородство та їхня перевага перед чоловіками»

Giustizia delle donne була опублікована після смерті Фонте разом із Il merito delle donne. Обидва літературні твори знаходяться під впливом «Декамерона» Боккаччо: це рамкові історії, де герої розвивають свої діалоги та екземплуми.
Група жінок розмовляє у венеціанському саду, коли приходить Паскуале і порушує розслаблену атмосферу, посилаючись на останню суперечку, яку вона мала зі своїм чоловіком. Це призводить до надихаючої розмови про «чоловічу поведінку», в якій вони скаржаться на несправедливі ситуації, з якими вони стикаються щодня; вони уявляють собі 12 покарань (по одному на місяць), щоб підвищити обізнаність серед чоловіків. Таким чином, чоловіки мусили б страждати від публічного приниження, бути самовідданими батьками та бути ізольованими від своїх друзів та сім'ї. Найгіршим є покарання, присвячене мовчанню: тільки жінки мають голос, голос, який нарешті дає їм можливість говорити й організовувати суспільство.
Визначними літературними прийомами в цьому творі є іронія, парадокси та звернення до читачів і читачок (як це було в старовинних романах).
Книга поділена на 14 розділів: перший виступає як вступ, наступні 12 висвітлюють покарання, а в останньому вони повертаються до реального життя після своєї уявної подорожі, але, як це буває, з подорожі героїні повертаються мудрішими і сповненими надії.

## Твори
- Цінність жінок: де чітко розкривається їхнє благородство та їхня перевага над чоловіками. Модерата Фонте (1997) у перекладі Вірджинії Кокс. OCLC 44959387.
- Модерата Фонте (Модеста Поццо). Флоридоро: Лицарський роман. ред. Валерія Фінуччі. Тр. Юлія Кісацький. Чикаго: University of Chicago Press, 2006. Pp xxx, 493 (Інший голос в Європі раннього Нового часу). OCLC 614478182OCLC 614478182.